# 耶律合里只
耶律合里只（?—?），字特满。辽国官员。契丹人，六院部夷離堇耶律蒲古只後裔。
重熙年間，累進西南面招討都监。宋仁宗生辰时，他作为祝使出使北宋，宿泊白溝驿。北宋開宴会款待耶律合里只，北宋的俳優演员讽刺辽国蕭惠河西之敗。耶律合里只说「勝敗兵家常事。我嗣聖皇帝（太宗耶律德光）俘虏石重貴，至今興中还有石家寨，蕭惠一敗，何足较哉」。辽兴宗听说后：「俳優失言，你为什么反驳伤害两国之好」。将耶律合里只鞭罰二百，免官。
辽道宗清寧初年，再起用为怀化軍節度使。清寧七年（1061年），担任北院大王，封豳国公。历任遼興軍節度使、東北路詳稳，兼侍中。咸雍七年（1071年）为南院大王。置諸賓館，在西部边境经营農地，当时耶律合里只的提议。後来致仕，去世。

## 延伸阅读
[在维基数据编辑]
 《遼史/卷86》，出自脱脱《遼史》